# Richard Brunelle
Richard Brunelle (Springfield, 6 settembre 1964 – Tampa, 23 settembre 2019) è stato un chitarrista statunitense del gruppo floridiano death metal Morbid Angel per i primi due album Altars of Madness e Blessed are the Sick e per i relativi tour.
Considerato l'anima malinconica del gruppo in contrapposizione con quella brutale del fondatore e principale songwriter Trey Azagthoth, ha composto alcuni dei brani strumentali della band come l'acustica Desolate Ways, edita sul secondo album.
Cacciato dal gruppo per motivi personali, si perdono le sue tracce fino alla fine degli anni novanta quando fonda i Paths of Possession, formazione che combina il death metal old school tipico della Florida con contaminazioni melodiche proprie delle band svedesi come In Flames e Dark Tranquillity.
Realizza con loro il primo album autoprodotto Legacy in Ashes del 2000 e uno split EP con i Dark Faith intitolato The Crypts of Madness del 2003, (quest'ultimo con alle vocals George "Corpsegrinder" Fisher ex Monstrosity e in forze nei Cannibal Corpse). Muore il 23 settembre 2019 in circostanze non chiarite.